# Vasovagale syncope
Vasovagale syncope is de meest voorkomende vorm van flauwvallen. Het is een tijdelijk en omkeerbaar bewustzijnsverlies (syncope) hetgeen wordt veroorzaakt door een algehele bloedvatverwijding door stimulatie van de hersenzenuw de nervus vagus waardoor de bloeddruk sterk daalt. Het betreft voornamelijk een plotselinge vagale overactiviteit die een onvoldoende doorbloeding (van de hersenen) ten gevolge heeft. De vasovagale syncope kan worden veroorzaakt door een aantal aandoeningen of factoren die alle leiden tot hetzelfde beeld van flauwvallen.

## Uitlokkende factoren
Frequente oorzaken van een vasovagale syncope zijn:
- een te lage hartslag, soms bij een bepaalde beweging kunnen hersenen niet reageren op de gevraagde inspanning
- Inspanning
- langdurig staan
- een pijnlijke of onaangename ervaring (injectie, zien van bloed)
- langdurige blootstelling aan hitte
- honger
- oververmoeidheid
- misselijkheid of overgeven
- urineren ('micturitiele syncope')
- slikken ('deglutitiele syncope')
- bloed doneren[1]
- bradycardie
- overig hersenletsel na hersenschudding
- een slag (bijvoorbeeld bij een vechtsport) op de plexus solaris (zenuwknoop) waardoor de sympathische reflexaciviteit uitvalt en de vagale activiteit de overhand krijgt.

## Verloop en kenmerken
In principe kan iedereen bij voldoende heftige uitlokkende factoren wel een vasovagale syncope krijgen.

In geval van vaak terugkerende aanvallen betreft het meestal een blootstelling aan steeds dezelfde specifieke uitlokkende factor. De eerste aanval vindt vaak plaats tussen het tiende en twintigste levensjaar en komt vervolgens soms gegroepeerd terug in de rest van het leven.
Kenmerkend voor de vasovagale syncope zijn volgende voortekenen: lichthoofdigheid, misselijkheid, zweten, oorsuizen en problemen met het gezichtsvermogen. Deze symptomen zijn tot enkele seconden voor het bewustzijnsverlies aanwezig, vooral wanneer de persoon staat of rechtop zit. Soms gaat het echter zo snel dat het flauwvallen het eerste is wat de omgeving merkt. Bij een op deze manier flauwgevallen persoon valt het bleke gezicht op, en meestal een zwakke tot zeer zwakke, trage pols. Het kan voorkomen dat er een korte spiertrekking optreedt. Dit leidt soms ten onrechte tot de gedachte dat er epilepsie in het spel kan zijn. Voor een arts die de aanval ziet is het onderscheid echter gemakkelijk te maken.
Typerend voor elke syncope is het spontane herstel. Dit gebeurt voornamelijk omdat bij het flauwvallen de persoon in horizontale positie terechtkomt. In deze positie wordt de nodige bloedtoevoer naar de hersenen hersteld en komt de persoon snel weer bij bewustzijn.
De nog niet volledig herstelde fysiologische staat van het autonoom zenuwstelsel (dat het bewustzijnsverlies controleert) zorgt ervoor dat
1. het bewustzijnsverlies makkelijk opnieuw optreedt als de persoon vlak na een syncope opnieuw tracht recht te staan of te zitten (de bloedtoevoer naar het hoofd vermindert hierdoor opnieuw)
2. de persoon tot enkele minuten na het bijkomen misselijk, bleek en zweterig is.

## Handelwijze
Laat iemand die flauwvalt rustig op de grond liggen tot hij zich beter voelt, en hijs hem of haar niet meteen in een stoel: dit vertraagt het herstel. Blijf erbij, stel gerust, bied eventueel een glaasje drinken aan (maar giet geen vloeistof in de mond van een bewusteloze - het zal in de longen lopen!). Voelt de getroffene zich na enkele minuten weer beter dan kan ieder zijns weegs gaan.
Observeer de gelaatskleur, kijk of er spiertrekkingen of spontane urinelozing optreden en houd de ademhaling in de gaten. Als het bewustzijn niet snel terugkeert kan er iets anders aan de hand zijn - waarschuw een arts en start in ieder geval met reanimatie als er geen ademhaling is. De ademhaling kan men controleren door de kin op te tillen (de zogenaamde "chin lift") en met je eigen hoofd boven het aangezicht van het slachtoffer te brengen. In deze positie kan je de borstkast observeren of deze al dan niet op en neer gaat, kan je met je oor luisteren of er lucht wordt ingeademend en kan je met je wang de luchtstroom al dan niet voelen. Behoudt deze positie minstens 10 seconden om de ademhaling te controleren. 
Soms kan de flauwgevallen persoon gaan schokken, waardoor er de indruk wordt gewekt dat hij of zij epilepsie heeft. Schokken kan een normale reactie zijn van iemand die is flauwgevallen. Let echter wel op dat wanneer hij of zij weer bij bewustzijn is, of er een verwarde toestand optreedt. Iemand die flauw is gevallen weet vrijwel meteen dat er sprake is van flauwvallen, terwijl iemand die een epileptische aanval heeft gehad, vaak verward is.
Bij patiënten met suikerziekte die relatief te veel insuline of tabletten en te weinig suiker hebben gehad kan een hypoglykemisch coma optreden dat uiterlijk een sterk hierop lijkend beeld geeft maar niet in een minuutje overgaat. In het algemeen zal van een dergelijk persoon uiteraard bekend zijn dat hij of zij suikerziekte heeft. Er moet glucagon en/of suiker worden gegeven. Sommige diabeten hebben glucagoninjecties in huis. Meestal zal er echter (snel) een dokter aan te pas moeten komen.

## Pathofysiologie en mechanismen
Bij sommige gevaarlijke factoren verloopt het mechanisme van de vasovagale syncope identiek. De nucleus tractus solitarii, gelegen in de hersenstam, wordt direct of indirect geactiveerd door de uitlokkende stimulus hetgeen resulteert in een gelijktijdige stimulatie van het parasympathische zenuwstelsel (nervus vagus) en de remming van het orthosympathische zenuwstelsel.
Dit resulteert in een spectrum van hemodynamische reacties:
1. Aan de ene kant van het spectrum is er een cardioinhiberende reactie, gekenmerkt door een vertraging van de hartslag. Deze vertraging zorgt voor een daling in de bloeddruk die zo ernstig kan zijn dat het bewustzijn wordt verloren. Men denkt dat deze reactie vooral door de stimulering van het parasympathische zenuwstelsel wordt veroorzaakt.
2. Aan de andere kant van het spectrum is er een bloeddruk verlagende reactie, veroorzaakt door een daling van de bloeddruk zonder een grote verandering in de hartslag. Dit fenomeen komt door vaatverwijding, waarschijnlijk als gevolg van de remming van het orthosympathische zenuwstelsel.
3. De meerderheid van de mensen met vasovagale syncope hebben een gemengde reactie, ergens tussen de twee uitersten van het spectrum.

## Diagnose
Naast de mechanismen zoals hierboven beschreven zijn er ook een aantal andere aandoeningen die syncope kunnen veroorzaken. De juiste diagnose stellen bij bewustzijnsverlies is een moeilijke taak voor een arts, vooral als deze alleen kan afgaan op de beschrijving van vaak erg geschrokken omstanders die niet weten waar ze op hadden moeten letten. De kern van de diagnose van vasovagale syncope bestaat uit een duidelijke beschrijving van uitlokkende factoren, symptomen en tijdsduur door de omgeving van patiënt. Wat was de patiënt aan het doen? Was er volledig bewustzijnsverlies? Hoelang duurde dit? ('een eeuwigheid' - kijk op uw horloge!) Traden er spiertrekkingen op? Hoe was de gelaatskleur - bleek, of juist rood? Plaste de patiënt in zijn broek? Trad er een tongbeet op? Was de pols voelbaar, en klopte het hart snel of juist langzaam?
Bij patiënten met terugkerende syncope kan de nauwkeurigheid van de diagnose worden verbeterd door de volgende tests:
1. Een tilt table test (hellendetafeltest)
2. Een Holter monitor of een gebeurtenismonitor
3. Een echocardiogram
4. Een elektrofysiologisch onderzoek

## Prognose
Vasovagale syncope zelf is bijna nooit levensbedreigend, maar de verwondingen door het vallen kunnen dat wel zijn. Tevens kunnen sociale belemmeringen optreden.

## Behandeling
De behandeling van vasovagale syncope richt zich op het vermijden van uitlokkende factoren, het herstellen van de bloedstroom naar de hersenen tijdens een aanval en maatregelen die pathofysiologische mechanismen onderbreken of voorkomen.
- De kern van de behandeling berust op het vermijden van uitlokkende factoren waarvan bekend is dat ze syncope veroorzaken bij die persoon. Als een patiënt weet dat er een uitlokkende gebeurtenis aankomt kan hij zijn vocht- en zoutenconsumptie vergroten om het bloedvolume te vergroten. De patiënt kan bijvoorbeeld sportdranken drinken.
- Het stoppen met medicatie om de bloeddruk te verlagen kan helpen, maar kan ook gevaarlijk zijn. Dit proces moet onder medische begeleiding staan.
- Aan patiënten zou geleerd kunnen worden hoe ze moeten reageren bij volgende syncope-episodes, vooral als ze prodromale waarschuwingstekenen ervaren: Ze zouden plat moeten liggen en hun benen moeten optillen, of in ieder geval de positie van hun hoofd moeten verlagen. Als de patiënt het bewustzijn heeft verloren zou hij of zij neergelegd moeten worden met zijn of haar hoofd gedraaid naar één kant. Strakzittende kleding zou moeten worden losgemaakt. Als de uitlokkende factor bekend is, moet deze waar mogelijk worden weggenomen (bijvoorbeeld de veroorzaker van de pijn)
- Het dragen van steunkousen kan helpen.
- Er zijn zekere orthostatische trainingsoefeningen die patiënten bij terugkerende syncope kunnen helpen de symptomen te verlichten.
- Verschillende geneesmiddelen zijn geprobeerd, weinig zijn effectief gebleken, bètablokkers bleken niet effectief[2][3].
  - Andere medicatie die wel wordt geprobeerd is fludrocortison, midodrine, serotonineheropnameremmers als paroxetine of sertraline, en disopyramide.
- Bij patiënten met de cardioinhiberende vorm van vasovagale syncope kan de implantatie van een pacemaker helpen, of zelfs verder symptomen voorkomen.